# Hesperia
Pour les articles homonymes, voir Hesperia (homonymie).
Genre
Hesperia est un genre holarctique de lépidoptères (papillons) de la famille des Hesperiidae et de la sous-famille des Hesperiinae.

## Taxonomie
Le genre Hesperia a été décrit par l'entomologiste danois Johan Christian Fabricius en 1793.
Son espèce type est Papilio comma Linnaeus, 1758.

### Synonymes
D'après Funet :
- Pamphila Fabricius, 1807
- Diorthosus Rafinesque, 1815
- Phidias Rafinesque, 1815
- Symmachia Sodoffsky, 1837
- Ocytes Scudder, 1872
- Anthomaster Scudder, 1872
- Urbicola Tutt, 1905

## Liste des espèces et distributions géographiques
Le genre Hesperia comporte 22 ou 23 espèces, dont une majorité est originaire d'Amérique du Nord et au moins deux sont présentes en Eurasie :
- Hesperia comma (Linnaeus, 1758) — la Virgule ou le Comma — Eurasie et Nord de l'Amérique du Nord.
- Hesperia assiniboia (Lyman, 1892) — Nord de l'Amérique du Nord.
- Hesperia colorado (Scudder, 1874) — Ouest de l'Amérique du Nord.
- Hesperia caucasica Riabov, 1926 — ?
- Hesperia florinda (Butler, 1878) — Extrême-Orient.
- Hesperia uncas Edwards, 1863 — Ouest de l'Amérique du Nord.
- Hesperia juba (Scudder, 1872) — Ouest de l'Amérique du Nord.
- Hesperia lindseyi (Holland, 1930) — côte ouest de l'Amérique du Nord.
- Hesperia woodgatei (Williams, 1914) — Sud de l'Amérique du Nord.
- Hesperia ottoe Edwards, 1866 — centre de l'Amérique du Nord.
- Hesperia leonardus Harris, 1862 — centre et Est de l'Amérique du Nord.
- Hesperia pahaska Leussler, 1938 — centre-ouest de l'Amérique du Nord.
- Hesperia columbia (Scudder, 1872) — côte ouest de l'Amérique du Nord.
- Hesperia metea Scudder, 1863 — Est de l'Amérique du Nord.
- Hesperia viridis (Edwards, 1883) — centre et Sud de l'Amérique du Nord.
- Hesperia attalus (Edwards, 1871) — Sud-Est de l'Amérique du Nord.
- Hesperia meskei (Edwards, 1877) — Sud-Est de l'Amérique du Nord.
- Hesperia dacotae (Skinner, 1911) — centre de l'Amérique du Nord.
- Hesperia sassacus Harris, 1862 — Est de l'Amérique du Nord.
- Hesperia miriamae MacNeill, 1959 — Sierra Nevada et montagnes Blanches (en).
- Hesperia nevada (Scudder, 1874) — Ouest de l'Amérique du Nord.
- Hesperia nabokovi (Bell & Comstock, 1948) — Hispaniola.

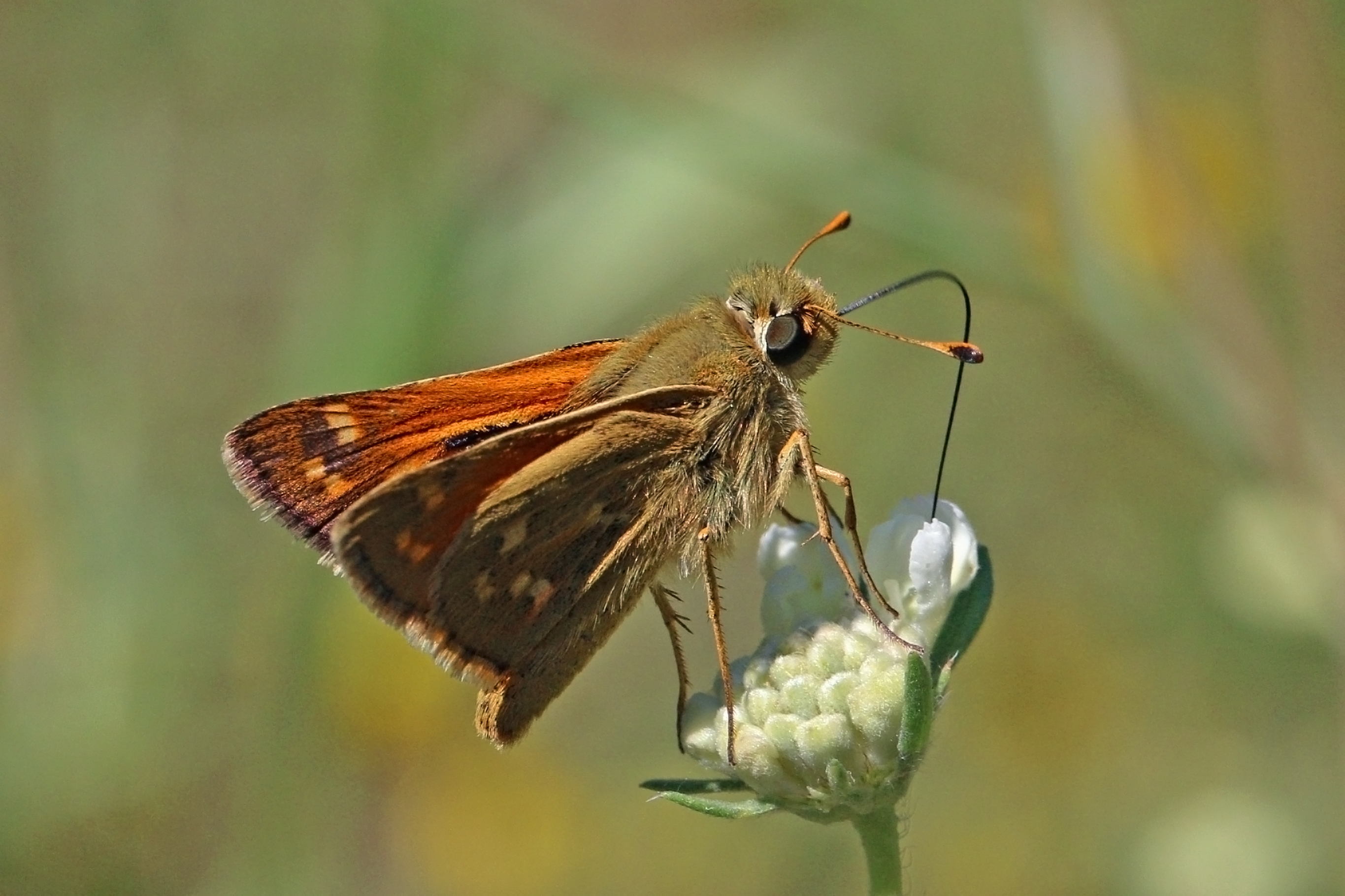
Hesperia comma
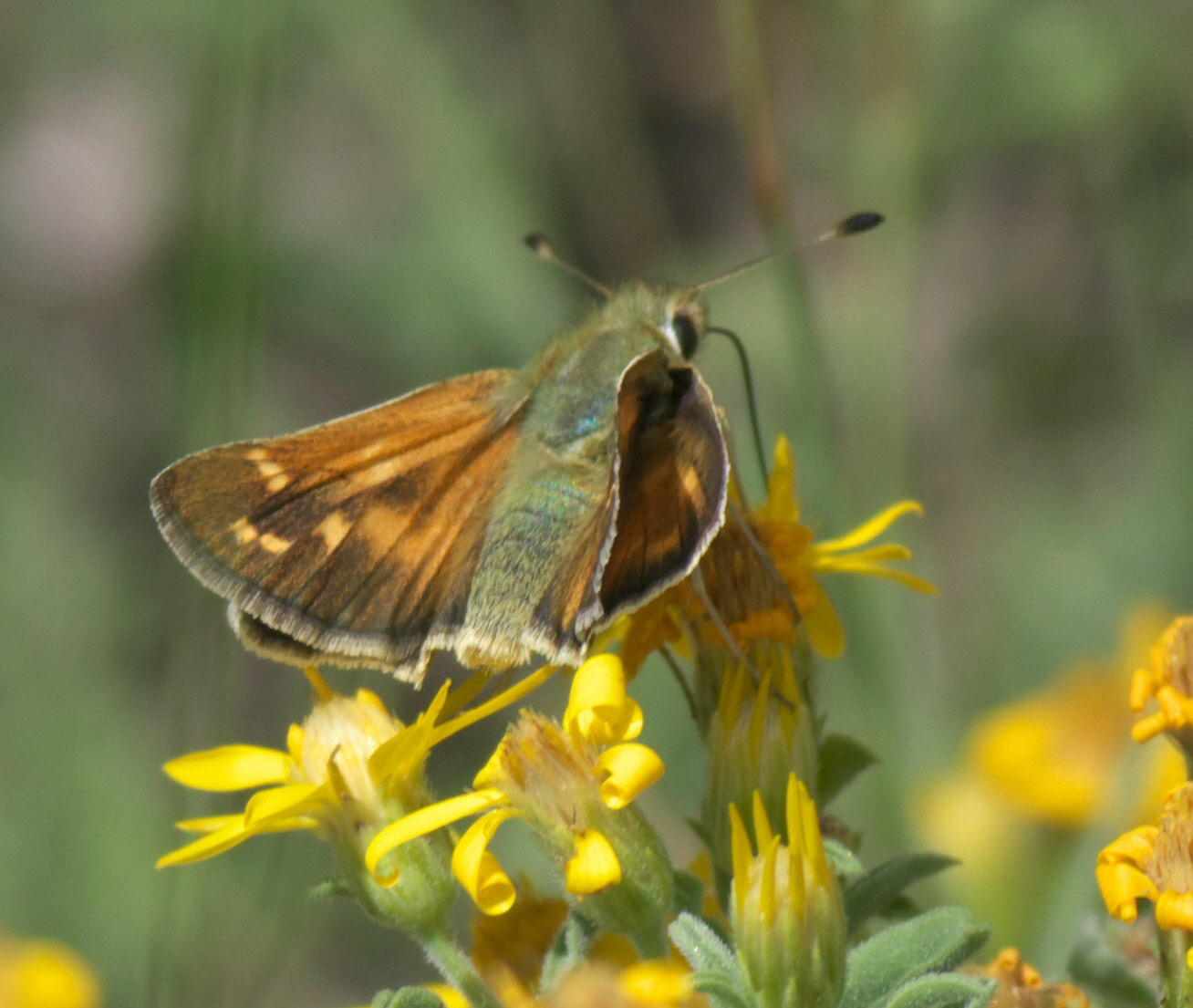
Hesperia colorado
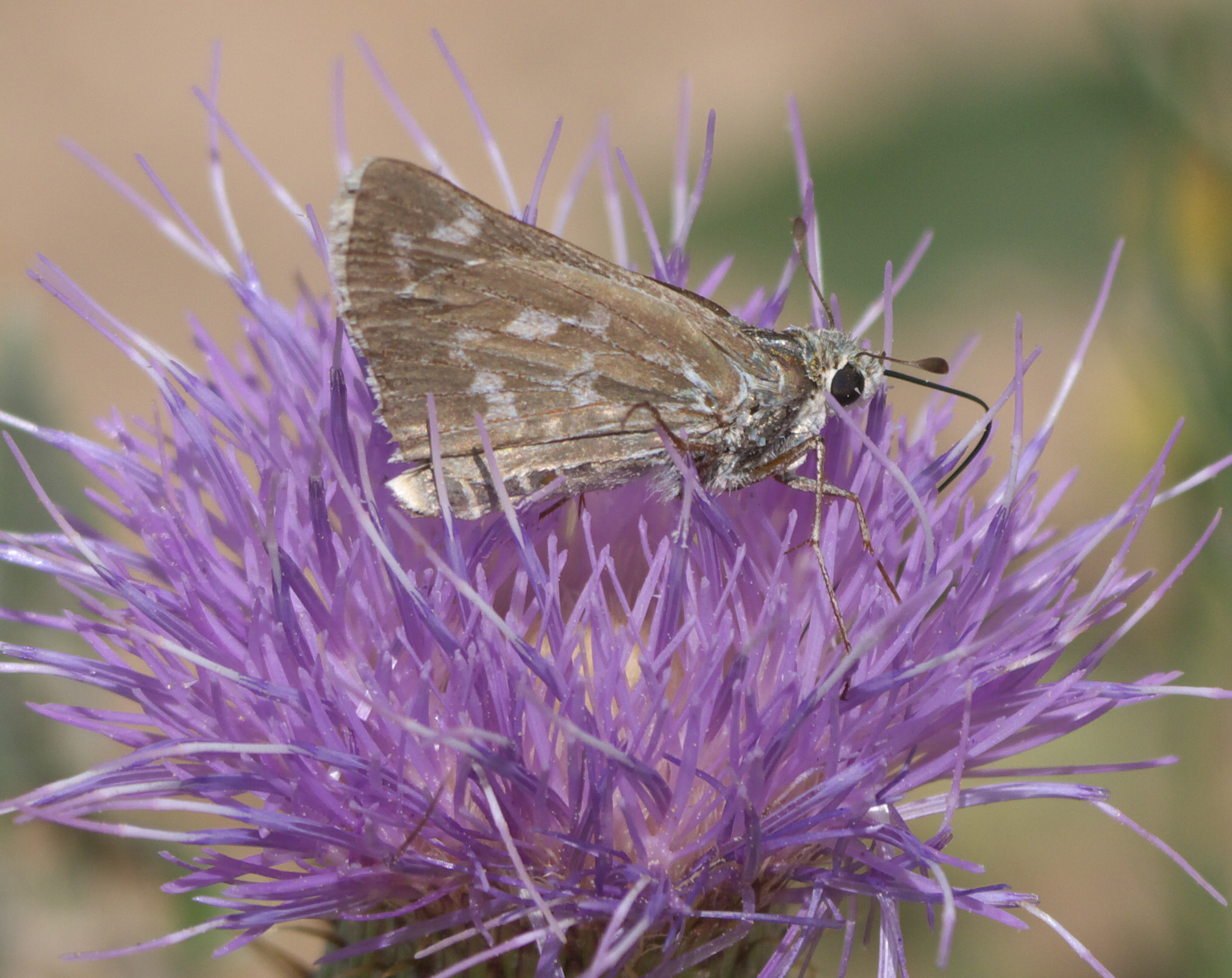
Hesperia uncas
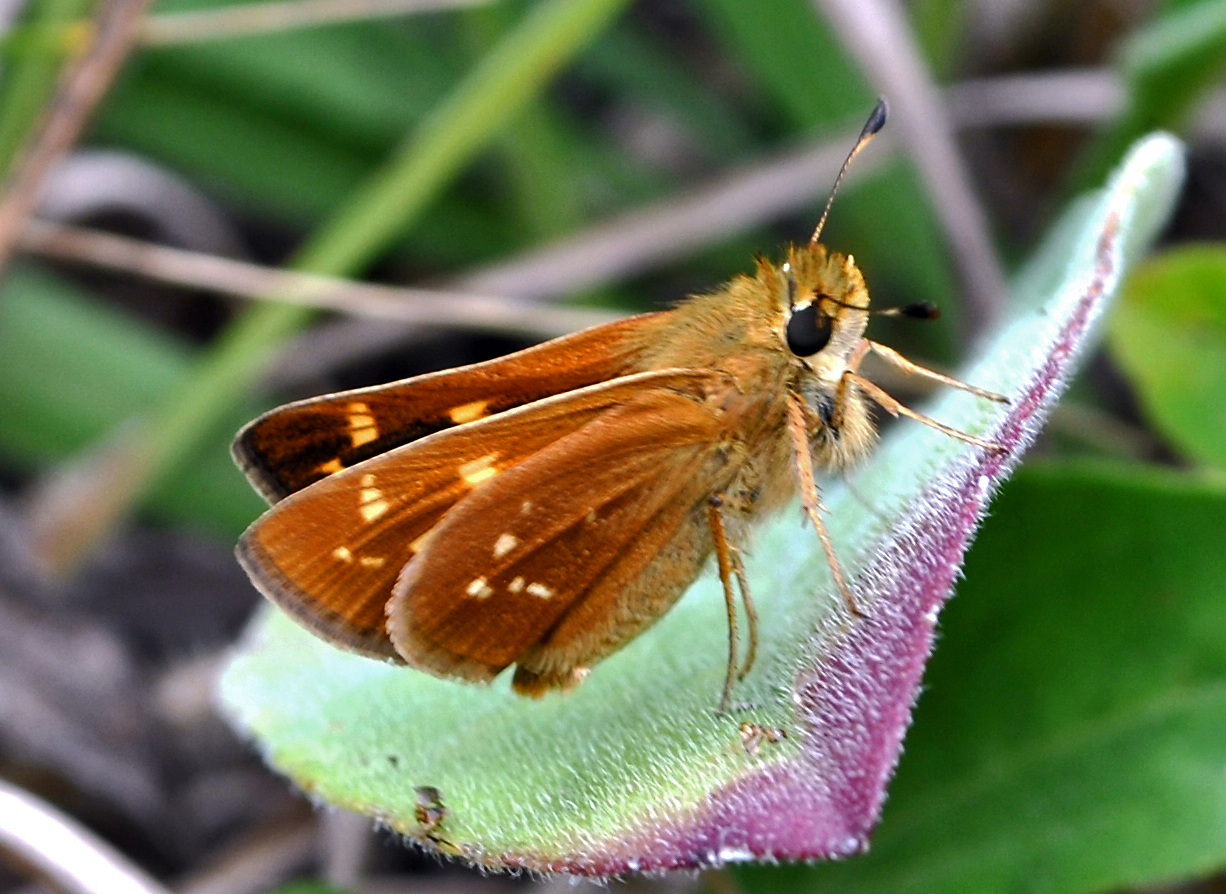
Hesperia leonardus